# الدیل
الدیل در یمن است که در استان صنعا واقع شده‌است.